# Västeråkers församling
Västeråkers församling är en församling i Balingsta pastorat i Upplands västra kontrakt i Uppsala stift. Församlingen ligger i Uppsala kommun i Uppsala län.

## Administrativ historik
Församlingen har medeltida ursprung.
Församlingen utgjorde under medeltiden ett eget pastorat för att därefter till 1 maj 1923 vara moderförsamling i pastoratet Västeråker och Dalby. Från 1 maj 1923 till 1962 var den annexförsamling i Uppsala-Näs, Västeråker och Dalby, från 1962 är den annexförsamling i Balingsta pastorat.

## Kyrkor
- Västeråkers kyrka